# Municipio de Ciénega de Zimatlán
El municipio de Ciénega de Zimatlán es uno de los 570 municipios que integran al estado mexicano de Oaxaca. Su cabecera es la localidad de Ciénega de Zimatlán.

## Geografía
El municipio de Ciénega de Zimatlán colinda al sur y al oeste con el municipio de Zimatlán de Álvarez, al norte con los municipios de Trinidad Zaáchila, Villa Zaachila y San Bartolo Coyotepec, y al este con el municipio de Santa Catarina Quiané.

## Localidades
El municipio de Ciénega de Zimatlán cuenta con cinco localidades:
| Localidad              | Población |
| ---------------------- | --------- |
| Ciénega de Zimatlán    | 2980      |
| Logoto (Guachi-Guachi) | 29        |
| Paraje el Carricillo   | 19        |

## Presidentes municipales
| Presidente municipal                  | Período   | Partido | Partido                              |
| ------------------------------------- | --------- | ------- | ------------------------------------ |
| Leonardo Castellanos Reyes            | 1993-1995 |         | Partido Revolucionario Institucional |
| Fausto Celaya Sumano                  | 1996-1998 |         | Partido Revolucionario Institucional |
| Jaime Aquileo Cruz Díaz               | 1999-2001 |         | Partido Revolucionario Institucional |
| Carmelo Ortiz Castellanos             | 2002-2004 |         | Partido de la Revolución Democrática |
| Inocencio Díaz Sánchez                | 2005-2007 |         | Partido Revolucionario Institucional |
| Gregorio José Castellanos Castellanos | 2008-2010 |         | Partido Revolucionario Institucional |
| Gerardo León Díaz                     | 2011-2013 |         | Partido Revolucionario Institucional |
| Manuel Hernández Castellanos          | 2014-2016 |         | Partido Revolucionario Institucional |
| Delfino Castellanos Castellanos       | 2017-2018 |         | Partido Revolucionario Institucional |
| Concepción Libia Hernández Castillo   | 2019-2021 |         | Partido de la Revolución Democrática |
| Maricela Morales Gutiérrez            | 2022-2024 |         | Partido de la Revolución Democrática |